# Жниварські пісні
Жниварські пісні — музично-поетичні твори, що оспівують початок, хід та завершення жнив.
Жниварські пісні співали переважно жіночі гурти або окремі виконавці одноголосно без інструментного супроводу. Нині виходять навіть із пасив репертуару співаків старшого покоління і незабаром стануть реліктовим календар. жанром.
За обставинами виконання поділяються на три групи:
- зажинкові, що виконуються під час зажинання першого снопа;
- жнивні — виконуються найчастіше під час ходьби в поле, повернення з нього й на перепочинку;
- обжинкові — оспівують ритуал зжинання останнього снопа.

Жнива — підсумок усієї праці хлібороба, справдження його мрій та сподівань. До початку жнив готувалися як до великого урочистого свята і водночас до тяжкої відповідальної роботи, коли доводилося працювати від зорі до зорі, незважаючи на спеку й спрагу. У перший день жнив селяни, вдягнені в чисту одежу, урочисто вирушали до схід сонця на поле. Починала жати найкраща робітниця, сніп з першого ужинку — «воєвода» — встановлювався на покуті. Пісні, виконувані під час жнив, відбивали основні періоди праці й обрядів, з нею пов’язаних. Їх можна поділити на три групи. 
Перша — зажинкові пісні — ті, що величають вправних жниць, перший сніп, бажають почати роботу в добрий час, пророкують добрий урожай, аби кіп було стільки, що «сивий соколойко», ставши на поміч при складанні кіп, не спроможний був їх усі зложити, «зозулька ж кує — копойки рахує — не злічить». 
У власне жниварських піснях величальні мотиви дещо відступають і звучать скарги на важку працю, на жадібність господарів, які до ночі тримають голодних наймитів-женців на полі. Такі пісні мають пізніше походження.
Третя група — пісні обжинкові, у яких переважають нотки бадьорості, оптимізму, задоволення з того приводу, що вдалося завершити найтяжчий етап хліборобського року. Останній сніп прикрашають червоною стрічкою і з піснями несуть його додому.
На вижатому полі женці залишали кілька стеблин — «бороду», зерно з них витрушували у розпушену серпами землю — на майбутній врожай. Біля «бороди», начебто дякуючи ниві, клали хлібину й ставили воду, лягали й качались по ниві, щоб повернути собі вироблену силу (відгомін стародавніх вірувань про живодайну силу землі). З останнього вижатого збіжжя, прикрашеного калиною і волошками, робили ще й вінок, його несла в село найкраща жниця як символ завершення праці. У піснях величалися роботящі руки, звучали урочисті, сповнені високої поезії порівняння: віночок, як сонце, як золото, звитий з перлів, він світить, як зірка; женці нагадують господарям про частування — вони заробили його своєю сумлінною працею.

## Зажинкові пісні
Зажинкові пісні — ритуально-принагідні й тому формульні за структурою. В їх основі — переважно дворядкові строфи семискладової будови зі структуротворчим повторенням першого речення, що змістом розкривають процес зажинання першого снопа. В кожній спів. традиції лише по кілька їх змістових варіантів. Мелодика переважно речитативна, вузького ладового амбітусу.

## Жнивні пісні
Жнивні пісні здебільшого строфічної будови. У них поєднані заспів та приспівні елементи, що нагадують старовинний гуртовий спів. Мелодика, як правило, моторна, що відповідає обставинам виконання. В жнивних піснях фігурують кілька мотивів — висміювання лінивих косарів чи женців, розкриття важкої фізичної праці під час жнив тощо. Тому вони мають багато спільних ознак із групою жартівливих і танцювальних пісень, особливо на рівні ритмічної та силабомелодичної будови.

## Обжинкові пісні
Обжинкові пісні — близькі до колядкових, адже їхнє головне призначення — заворожувати щастя і багатство в родині. Серед мотивів — хвала ниві за щедрий врожай, величання господаря й господині, обжинкової «бороди», плетення вінка. За структурними компонентами обжинкові пісні близькі до весільних.